# John Larry Kelly
Pour les articles homonymes, voir Kelly.
John Larry Kelly, Jr. (né au Texas en 1923, mort en 1965), fut un scientifique qui travailla aux laboratoires Bell. Il est plus connu pour sa formulation du critère de Kelly, un algorithme pour maximiser l'investissement financier.
La méthode de Kelly établit simplement qu'un investisseur devrait investir selon la formule suivante : les Edges (chances de gains) divisés par les cotes (odds, ou chances de réalisation).